# Yakovlev Yak-16
Yakovlev Yak-16 (Tên mã NATO Cork) là một loại máy bay vận tải hạng nhẹ của Liên Xô, bay lần đầu năm 1947.

## Tính năng kỹ chiến thuật (Yak-16-I)
Dữ liệu lấy từ Gordon, et al., OKB Yakovlev: A History of the Design Bureau and its Aircraft
Đặc tính tổng quan
- Kíp lái: 2
- Sức chứa: 10
- Chiều dài: 15,6 m (51 ft 2 in)
- Sải cánh: 21,5 m (70 ft 6 in)
- Chiều cao: 4,66 m (15 ft 3 in)
- Diện tích cánh: 56,25 m2 (605,5 foot vuông)
- Trọng lượng rỗng: 4.486 kg (9.890 lb)
- Trọng lượng có tải: 6.230 kg (13.735 lb)
- Sức chứa nhiên liệu: 1.600 lít (350 gal Anh; 420 gal Mỹ)[2]
- Động cơ: 2 × Shvetsov ASh-21 , 522 kW (700 hp) mỗi chiếc
- Cánh quạt: 2-lá VISh-11V-20

Hiệu suất bay
- Vận tốc cực đại: 370 km/h (230 mph; 200 kn) trên độ cao 2.250 mét (7.380 ft)
- Tầm bay: 800 km (497 mi; 432 nmi)
- Trần bay: 7.750 m (25.427 ft)